# 사쿠라역 (아이치현)
사쿠라역(일본어: 桜駅)은 일본 아이치현 나고야시 미나미구에 위치한 나고야 철도 나고야 본선의 철도역이다. 역 번호는 NH 30이며, 상대식 승강장 2면 2선의 구조를 갖춘 지상역이다.

## 타는 곳
| 1 | ■ 나고야 본선 | 하행 | 나고야 · 기후 · 쓰시마 · 이누야마 방면    |
| 2 | ■ 나고야 본선 | 상행 | 도요아케 · 히가시오카자키 · 도요하시 방면 |

## 이용 현황
| 연도 | 1일 평균 승차 인원 |
| ---- | ------------------ |
| 2000 | 1,508              |
| 2001 | 1,509              |
| 2002 | 1,528              |
| 2003 | 1,493              |
| 2004 | 1,540              |
| 2005 | 1,491              |
| 2006 | 1,469              |
| 2007 | 1,474              |
| 2008 | 1,480              |
| 2009 | 1,449              |
| 2010 | 1,455              |
| 2011 | 1,501              |
| 2012 | 1,568              |
| 2013 | 1,633              |
| 2014 | 1,646              |
| 2015 | 1,771              |

## 역 주변
- 요비쓰기 공원
- 도베 신사
- 나고야 시영 지하철 사쿠라도리 선 사쿠라혼마치 역

## 인접 역
| 나고야 철도 나고야 본선          | 나고야 철도 나고야 본선 | 나고야 철도 나고야 본선          |
| -------------------------------- | ----------------------- | -------------------------------- |
| NH 29 모토카사데라 도요하시 방면 | ■ 나고야 본선           | 요비쓰기 NH 31 메이테쓰기후 방면 |